# François Joseph Boulay de la Meurthe
Pour les articles homonymes, voir Boulay de la Meurthe, Boulay et Meurthe.
François Joseph, 3e comte Boulay de la Meurthe et de l'Empire (° 6 novembre 1799, Nancy - ✝ 7 mai 1880, Paris), est un homme politique français.

## Biographie
Il est le second fils d'Antoine Jacques Claude Joseph, comte Boulay de la Meurthe. Il fut conseiller d'État, sénateur et membre du conseil de l'instruction publique.
Il épousa, le 4 octobre 1834 (Paris), Anne Félicité (1812 ✝ 1859), fille d'André Jean Simon, baron Nougarède de Fayet (1765 ✝ 1845). Ils ont eu trois enfants : Emma (1837 ✝ 1912), Charles (1840 ✝ 1842) et Alfred, 4e comte Boulay de La Meurthe (1843 ✝ 1926), qui a eu cinq enfants dont André, 5e comte Boulay de La Meurthe (1878 ✝ 1951)  et Emmanuel, 6e comte Boulay de La Meurthe (1887 ✝ 1971), qui a eu cinq filles et Alfred, 7e comte Boulay de La Meurthe (1925 ✝ 2014), qui a épousé Monique d'Harcourt (1929), fille d'Isabelle d'Orléans (1900-1983), ils ont eu trois filles.